# Reinheitstauglichkeit
Reinheitstauglichkeit ist die Eignung von Betriebsmitteln und raumluft-technischen Komponenten für den Einsatz in Räumen, deren Luftreinheit und andere Parameter anhand von technischen Regeln beurteilt werden. Sie ist in Untersuchungen festzustellen.

## Allgemein
Trends wie Miniaturisierung von Strukturen und höhere Zuverlässigkeit in Technik, Forschung und Wissenschaft bedingen die Bereitstellung kontrolliert ‚reiner‘ Produktionsumgebungen. Deren Aufgabe ist es, produktschädigende Einflüsse zu minimieren. Die durch Filterung der Luft erzeugten Reinraum-Umgebungen wurden ursprünglich v. a. für die Belange der Mikroelektronik und Mikrosystemtechnik entwickelt, finden sich mittlerweile aber in zahlreichen weiteren Hochtechnologiesektoren wie der Photovoltaik- und Automobilindustrie wieder.

## Faktoren
Je nach Branche und Prozess haben dabei unterschiedliche Faktoren eine produktschädigende Wirkung, bspw.: 
1. Partikel, v. a. in der Mikroelektronik wie der Halbleiterindustrie, speziell biotische Partikel in den Life-Science-Industrien wie der Pharmatechnik, Biotechnologie oder Medizintechnik (Reinraumtauglichkeit)
2. molekulare Verunreinigungen (Ausgasung), v. a. in der Mikroelektronik wie der Halbleiterindustrie
3. Elektrostatische Entladungsphänomene (ESD), v. a. in der Mikroelektronik wie der Halbleiterindustrie
4. Beständigkeit gegenüber Reinigungs- und Desinfektionsmitteln, v. a. in den Life-Science-Industrien wie der Pharmatechnik (Chemische Beständigkeit)
5. Biologische Beständigkeit (Verstoffwechselbarkeit), v. a. in den Life-Science-Industrien wie der Pharmatechnik, Biotechnologie oder Medizintechnik
6. Reinigbarkeit, v. a. in den Life-Science-Industrien wie der Pharmatechnik, Biotechnologie oder Medizintechnik
7. Antibakterielle Wirksamkeit (Mikrobizidität), v. a. in den Life-Science-Industrien wie der Pharmatechnik, Biotechnologie oder Medizintechnik

Ursachen für Verunreinigungen können dabei folgende Faktoren sein: 
1. Der Reinraum selbst,
2. das Personal, das allerdings durch seine Verdrängung aus den kritischen Bereichen zunehmend an Kontaminationspotenzial verliert,
3. der Einsatz von Produktionsanlagen, der mit zunehmenden Automatisierungslösungen steigt.

Produktionsanlagen und den in ihnen verbauten Werkstoffen, die meist in direktem Kontakt mit dem Produkt stehen, kommt somit ein entscheidender Kontaminationsfaktor einer reinen Produktion zu.